# Wilhelminastraat (Breda)
Wilhelminastraat is een straat nabij het centrum in de wijk Zandberg van Breda.
Het is het verlengde van de Nieuwe Ginnekenstraat met ertussen de Wilhelminabrug. In de Wilhelminastraat bevinden zich veel gespecialiseerde winkels en monumentale panden. Daarna gaat de straat over in de Ginnekenweg naar het Ginneken. Dichtbij is het Wilhelminapark. Een belangrijke zijstraat is de Baronielaan.
Vroeger heette de straat Ginnekense Steenweg en reed de paardentram van het Ginneken naar het centrum erdoorheen.

## Galerij

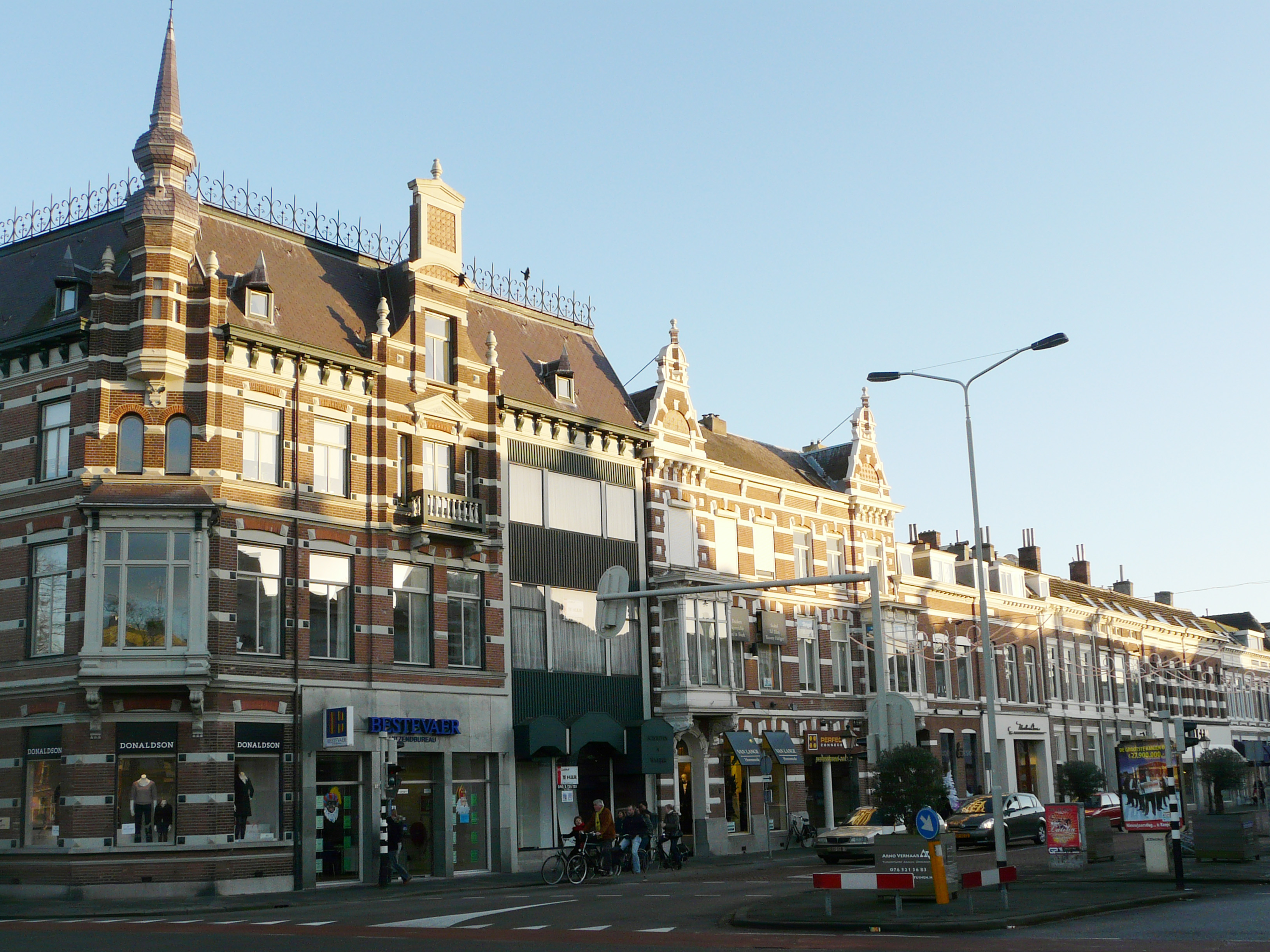
Huizen
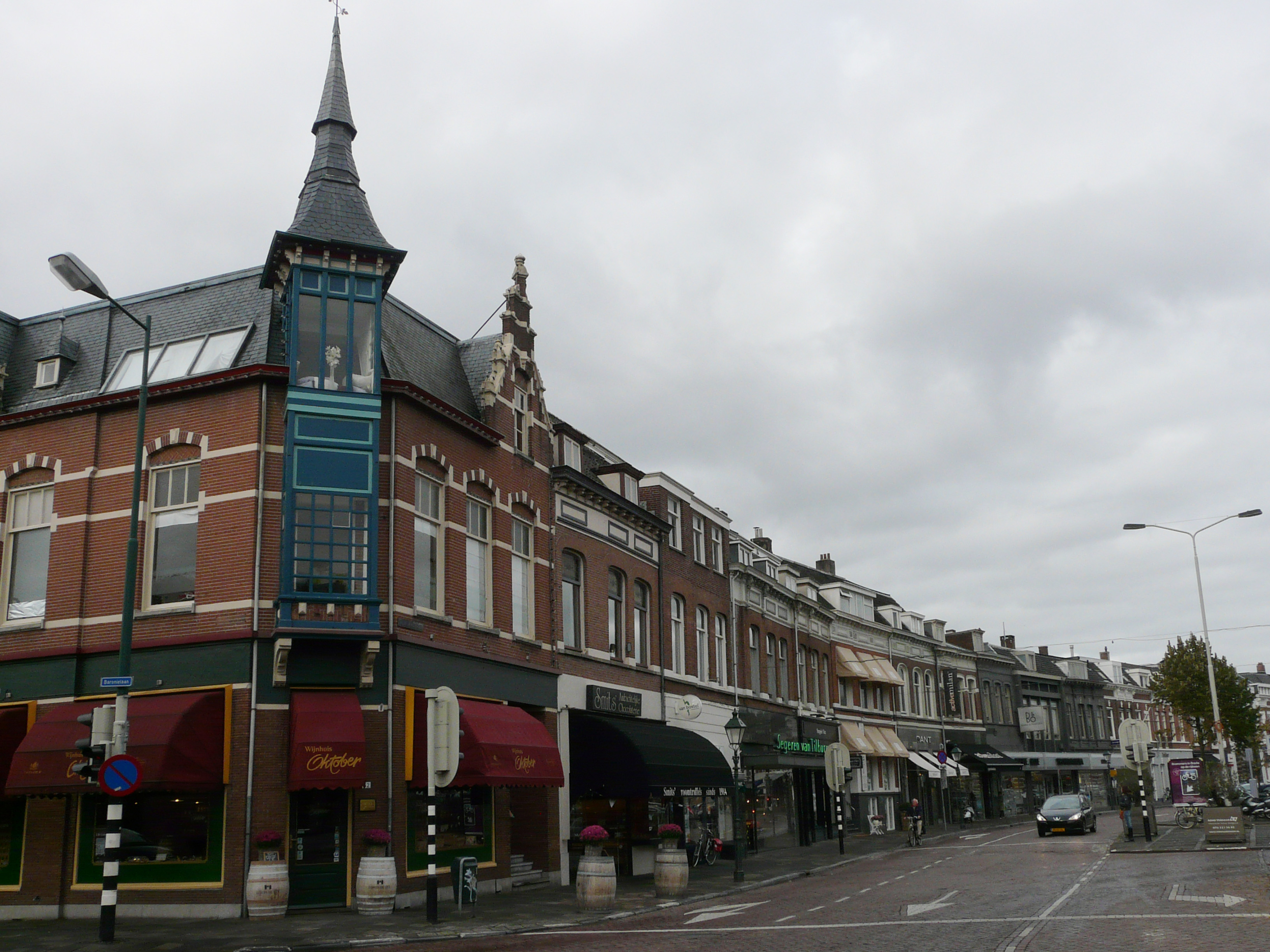
Huizen